# 野爆テレビ
『野爆テレビ』（やばくテレビ）は、ヨシモトファンダンゴTVで放送されていたお笑い番組。2006年2月17日に『野爆うめだFandango!』（やばくうめだファンダンゴ）のタイトルで開始され、2008年3月25日に終了した。

## 概要
2006年2月17日に野性爆弾の初冠番組として「野爆うめだFandango!」の番組名で開始し、2006年11月に「野爆うめだ@Fandango!」とタイトルに@が追加され、2007年4月4日から「野爆テレビ」と番組名を変更した。番組開始当初は6回の放送で終了する予定であったが、6回目の放送のオープニングで「偉いさんからOKが出たので番組延長決定！」と発表された。
笑いの常識を無視した不可解な展開、地上波では見ることのできないダラダラとした進行、それと相反する暴走、ゲスト・観客・一般人にまで向けられる暴言が繰り広げられる常軌を逸した内容且つ実験的な番組であった。月に1度うめだ花月で2回放送分を収録。
2007年10月12日、DVD用のイベントとして「野爆DVD in DVD〜種なし父さん羽根羽根羽根〜」を開催。同年8月9日、リニューアル番組「野性爆弾の赤紙太郎」収録イベントを開催。
2024年7月、BSよしもとにてヨシモトファンダンゴTVリバイバル企画の第一弾としてアーカイブ放送が決定。その第1回目は90分特番として野性爆弾、くらやん、石井しずく、ディレクターの谷口仁則の5名が再集結し、18年前の初回放送を振り返った。

## 出演者

### レギュラー
- 野性爆弾
  - 川島邦裕
  - 城野克弥
- おにぎり
- くらやん
- 想ひ出よ、今日は。
  - 枯葉（おにぎり）
  - 肉糞（川島邦裕）

### 主なキャラクター
- 腹小僧
- ベン
- 岩崎のオバハン
- 肉林和尚
- 小肉林
- 腹小僧Jr
- 川上水道の川上さん
- 山菜おこわ姉さん(おにぎり)
- 久保田寿司
- 野爆お兄さん
- オニゴール
- 石井しずく
- オニドル
- 久保田鶴
- ジョニー
- フランキー克弥
- 砂人
- 体マモル
- クボタンク

### その他
- マーゴット

「野爆タレント化計画」のメイドカフェでのロケ中に野性爆弾が出会ったオタク系青年。マーゴットをレギュラーにすると発表されたが、マーゴットをイケメン風に改造する「肉糞エンディングストーリー」という企画のみで終わった。

## 主なコーナー
- オープニング

放送第1回目〜18回目までは、くす玉や酒樽の中に物を入れた事で野性爆弾に叱られたおにぎりが客席まで登り、「怒られたヤバクに 取り返しの付かない ごめんなさい ごめんなさい　ごめんなさい」という詞の歌を歌いながら階段を降りていき、退場して行く（岩崎のオバハン・城野・川島・野性爆弾の2人が謝罪に追い込まれ歌って終わるケースもあった）。
放送第19回目からは、マグロを解体しマグロの中に物を潜ませていた事について野性爆弾に諭された久保田寿司が、理由を説明して高らかに笑って終わっていく。放送第23回目からは、久保田寿司がロッシーへのプレゼントをマグロの中に潜ませ、プレゼントの受け取りをロッシーに拒否されて泣いて終わっていく。
雨漏りを直しに来た石井しずくが、ステッキで各所に手を施した後、ダジャレないし語呂合わせの言葉を叫んで終っていく。
罠にかかった久保田鶴を野性爆弾が助け、その御礼として久保田鶴が卵を産み、卵を割ると物が出てくる。出てきた物について野性爆弾に聞かれた久保田鶴がただ鳴いて終わっていく。
野爆テレビ放送第5回目より、野性爆弾や野爆テレビスタッフが演じる仁侠映画風のオープニングVTRが追加された。
窮地に陥った野性爆弾をSPの体マモルが助けた後、ダジャレないし語呂合わせの言葉を叫んで終っていく。
クボタンクがタンクから弾を打ち放ち、弾の中に物が入っている事を聞かれ、ダジャレないし語呂合わせの言葉を叫んで終っていく。
- ネタ

ゲスト・野性爆弾の漫才やコント、くらやん・おにぎりによる短いネタ。
- 悩み解決！腹小僧

川島扮する腹小僧がゲストのお悩みを解決するコーナー。
- 壮絶修行！肉林寺

川島扮する肉林和尚の指導の下、小肉林（城野）とゲストが修行に励むコーナー。
- 悩み解決！腹小僧Jr

サルとの交尾による謎のウイルス感染で死んだ父・腹小僧に代わり、腹小僧Jrがゲストのお悩みを解決するコーナー。
- 野爆お兄さんと遊ぼう

川島扮する野爆お兄さんとゲストで遊ぼうという子供番組風コーナー。
- ジョニーのサンバカーニバル

川島扮するジョニー師範がゲストにジョニー流護身術を指導するというコーナー。野爆テレビ放送第6回目より、ダンススクールロケで共演した子供ダンサーズが登場する様になった。
- 梅田砂人パーク

川島扮する砂人が支配人となって、ゲストが東京フレンドパークを模したゲーム・アトラクションをクリアし、賞品の獲得を目指す設定のコーナー。
- あなたに逢いたい

ゲストがもう一度逢いたい初恋の人や恩師などを野性爆弾が大捜索し、感動の再会へと導く趣旨のコーナー。
- しゃもじ太郎のサンバカーニバル

ジョニーが失踪した為、道場を失った城野三段がゲストと共にしゃもじ流の道場破りをするという趣旨のコーナー。「ジョニーのサンバカーニバル」とほぼ同じ内容。
- 聖♥肉糞学園

川島がシスター・教師等に扮し、生徒役のゲストが受講する趣旨のコーナー。
- OPソングを作ろう！

川島とおにぎりのユニット「想ひ出よ、今日は。」とゲストで次回の番組のオープニングソングを作ろうというコーナー。ビートルズ・TM NETWORK・X・花*花に「想ひ出よ、今日は。」が扮した。
- あなたのPRソング

野爆テレビ放送第5回目より、「OPソングを作ろう！」と大まかには同じ内容のまま、一般の会社やお店からゲストを招きオリジナルPRソングを作ろうという趣旨のコーナーへと変更された。歌の録音時にレコーディングスタジオを仮想してドアが設置される様になった。バック・トゥ・ザ・フューチャーのマーティ、ドク・ジョン・レノン、オノ・ヨーコに「想ひ出よ、今日は。」が扮した。
- 野爆タレント化計画

一流のタレントになるために、タレントの基本であるロケに野性爆弾が挑戦するというコーナー。しかし、川島がロケ先の人達に下ネタや暴言を浴びせる等の度重なる暴走に加え、ロッシーもそれをまともに抑制せず時には同調するなど、一般的なロケではありえない言動・状況が展開され、このコーナーに対して爆笑と強い批判が混同し大きな反響を得た。
- うめだから世界へ

「野爆タレント化計画」と同じ内容。野爆テレビ放送第7回目でロケ企画終了となったが、視聴者からの多くの継続希望の声が寄せられた為、第9回目の放送から再開された。
- 川島辞典

川島のボキャブラリーを辞典風に紹介するミニコーナー。
- roshidas

最新の出来事・言葉・人物についてロッシー流の解説を紹介するミニコーナー。
- 肉グソCDTV

番組で発表された「想ひ出よ、今日は。」の楽曲のダウンロード数ランキングをCOUNT DOWN TV風に紹介するコーナー。
- 肉TV

「肉グソCDTV」同様に楽曲のダウンロード数1位をMTV風に紹介するコーナー。
- エンディングダンスのコーナー

番組のエンディングはゲストとダンスで締めくくるのが恒例となっていた。

## 放送リスト

### 野爆うめだFandango!
| 放送リスト | 放送リスト                           | 放送リスト           | 放送リスト                                 |
| 回         | ゲスト                               | コーナー             | 野爆タレント化計画                         |
| ---------- | ------------------------------------ | -------------------- | ------------------------------------------ |
| 1          | シャンプーハット・ビッキーズ         | 悩み解決！腹小僧     | グルメリポート                             |
| 2          | ケンドーコバヤシ・ブラックマヨネーズ | リバーサイドブリッジ | メイドカフェ                               |
| 3          | チュートリアル・小籔千豊・土肥ポン太 | リバーサイドブリッジ | フィットネス＆ヨガ                         |
| 4          | ザ・プラン9                          | 悩み解決！腹小僧     | 陶芸教室                                   |
| 5          | 後藤秀樹・シンクタンク               | 悩み解決！腹小僧     | 浦美術館                                   |
| 6          | スマイル・バッファロー吾郎           | リバーサイドブリッジ | アニメ学校                                 |
| 7          | サバンナ・青空                       | 悩み解決！腹小僧     | 総集編                                     |
| 8          | $10・ロザン                          | 壮絶修行！肉林寺     | 前述のマーゴットをオシャレに大改造する企画 |
| 9          | 矢野・兵動・ランディーズ             | 悩み解決！腹小僧     | 平尾昌晃ミュージックスクール               |
| 10         | 千鳥・海原やすよ・ともこ             | 壮絶修行！肉林寺     | チアリーディング                           |
| 11         | なかやまきんに君・ビッキーズ         | 悩み解決！腹小僧Jr   | スポーツチャンバラ                         |
| 12         | ザ・プラン9                          | 壮絶修行！肉林寺     | 日本舞踊                                   |
| 13         | 麒麟・しましまんず                   | 壮絶修行！肉林寺     | クラシックバレエ                           |
| 14         | たむらけんじ・レイザーラモン         | 悩み解決！腹小僧Jr   | 豪邸訪問                                   |
| 15         | 笑い飯・中山功太                     | 悩み解決！腹小僧Jr   | ワールド牧場                               |
| 16         | ティーアップ・FUJIWARA               | 壮絶修行！肉林寺     | 料理教室                                   |
| 17         | リットン調査団・バッファロー吾郎     | 悩み解決！腹小僧Jr   | 旅のロケ〜前編〜                           |
| 18         | シャンプーハット・次長課長           | 壮絶修行！肉林寺     | 旅のロケ〜後編〜                           |
| 19         | ハリガネロック・ストリーク           | 野爆お兄さんと遊ぼう | 総集編                                     |
| 20         | 陣内智則・とろサーモン               | 野爆お兄さんと遊ぼう | -                                          |
| 21         | 2丁拳銃・アジアン                    | 野爆お兄さんと遊ぼう | 占いの館                                   |
| 22         | ティーアップ・ビッキーズ             | 野爆お兄さんと遊ぼう | -                                          |
| 23         | ザ・プラン9                          | 野爆お兄さんと遊ぼう | 野性爆弾の展覧会「ヤバクテン」レポート     |
| 24         | ライセンス・川畑泰史                 | 野爆お兄さんと遊ぼう | -                                          |
| 25         | ネゴシックス・レギュラー             | 野爆お兄さんと遊ぼう | エステ                                     |
| 26         | ルート33・ロザン                     | 野爆お兄さんと遊ぼう | -                                          |
| 27         | 南海キャンディーズ・りあるキッズ     | 野爆お兄さんと遊ぼう | ダンス教室                                 |
| 28         | 水玉れっぷう隊・$10                  | 野爆お兄さんと遊ぼう | -                                          |

### 野爆テレビ
| 放送リスト | 放送リスト                                 | 放送リスト                                      | 放送リスト       | 放送リスト                                               |
| 回         | ゲスト                                     | コーナー                                        | うめだから世界へ | あなたのPRソングゲスト                                   |
| ---------- | ------------------------------------------ | ----------------------------------------------- | ---------------- | -------------------------------------------------------- |
| 1          | チュートリアル・とろサーモン               | 腹小僧エピソード1                               | モトクロス       | -                                                        |
| 2          | ケンドーコバヤシ・シャンプーハット         | ジョニーのサンバカーニバル                      | -                | -                                                        |
| 3          | ランディーズ・ブラックマヨネーズ           | 毛玉砂人パーク                                  | カポエイラ       | -                                                        |
| 4          | NON STYLE・土肥ポン太                      | ジョニーのサンバカーニバル                      | -                | -                                                        |
| 5          | 川畑泰史・小籔千豊                         | 梅田砂人パーク                                  | ダンススクール   | うめだ花月支配人 嶋田剛                                  |
| 6          | 千鳥                                       | ジョニーのサンバカーニバル                      | 茶道教室         | ジロン自動車（株）大広孝史                               |
| 7          | お〜い!久馬・ヤナギブソン                  | 梅田砂人パーク                                  | 総集編           | 株式会社FURUSHO社長 古荘文彦                             |
| 8          | サバンナ                                   | ジョニーのサンバカーニバル                      | -                | MALI                                                     |
| 9          | ストリーク                                 | 梅田砂人パーク                                  | 海の家           | 日刊スポーツ 中上博                                      |
| 10         | 矢野・兵動                                 | ジョニーのサンバカーニバル あなたに逢いたい     | -                | フリースタイルフットボール Dezo-                         |
| 11         | 後藤秀樹・$10 白川(浜本は入院中のため休養) | 梅田砂人パーク あなたに逢いたい                 | -                | ONEグループ会長 恵良敏彦                                 |
| 12         | POISON GIRL BAND                           | ジョニーのサンバカーニバル                      | ビーチバレー     | 蘭いおり                                                 |
| 13         | 笑い飯                                     | 梅田砂人パーク あなたに逢いたい                 | -                | たこ焼きピンポン食堂 みー じーま                         |
| 14         | トータルテンボス                           | ジョニーのサンバカーニバル                      | テコンドー       | ヘアーサロンまつい 松井勉                                |
| 15         | フットボールアワー                         | 梅田砂人パーク                                  | 日本橋最新情報   | 平成工業 株式会社 平井健一                               |
| 16         | バッファロー吾郎                           | ジョニーのサンバカーニバル あなたに逢いたい     | -                | トモチン                                                 |
| 17         | ハリガネロック                             | しゃもじ太郎のサンバカーニバル                  | 商店街           | 前田耕陽                                                 |
| 18         | ダイアン                                   | 聖♥肉糞学園 あなたに逢いたい                    |                  | 喫茶 門 森永未来                                         |
| 19         | 川畑泰史・なかやまきんに君                 | しゃもじ太郎のサンバカーニバル あなたに逢いたい | -                | ディサプライヤー・アッシュ 稲山広幸 杉江裕美子           |
| 20         | ハイキングウォーキング                     | 聖♥肉糞学園                                     | 美容クリニック   | アトリエMiMi はるか 花梨 土方                            |
| 21         | お〜い!久馬・なだぎ武                      | しゃもじ太郎のサンバカーニバル                  | ケーキ作りに挑戦 | プロデュース・アソシエーション 青柳邑果                  |
| 22         | 2丁拳銃                                    | 聖♥肉糞学園 あなたに逢いたい                    |                  | DJ急行                                                   |
| 23         | 天津                                       | 聖♥肉糞学園                                     |                  | Men's Beauty Up 岡部則子 花岡幸代                        |
| 24         | COWCOW                                     | しゃもじ太郎のサンバカーニバル あなたに逢いたい |                  | レオン都市開発グループ・レオンワークス 工藤乙絵 中村奈々 |

### 年越しスペシャル 野爆テレビ in 渋谷
2007年12月31日から2008年1月1日にかけて、年越し特番『年越しスペシャル 野爆テレビ in 渋谷〜初笑い！爆ぜの小路腕夫と飾らない子ちゃんの鳥の中身〜』を生放送。

#### ゲスト
2丁拳銃、ライセンス、POISON GIRL BAND、シベリア文太、井上マー、功力富士彦、ネゴシックス、ハリガネロック、アップダウン、COWCOW、西宮七海

#### 内容
- くらしきカウントダウンショー
- オープニング
- ヒトシシとネズビト
- 久保田軍人の軍人玉すだれ
- たごさくの大阪うめだ花月〜渋谷ヨシモト∞ホール マラソン
- ニューイヤーソングを作ろう！
- 肉TV
- ジョニーのサンバカーニバル
- 叶えて！腹小僧
- 想ひ出よ、今日は。 GIG

1. 母唄
2. DRUG SONG
3. 苦唄
4. Ha・ko・ne

- 地べたでトーク！
- もう一度見たい！野爆ロケ ベスト3
- くらしきイリュージョンショー
- エンディングダンス

## 主な「想ひ出よ、今日は。」の曲名
- 怒られたヤバクに
- 私の田舎は箱根のね
- 俺はおにぎりじゃ
- ポケットくん
- うちは浪花の売春婦
- わてはわては
- あたいは売春婦
- 路地裏でアルコール片手に
- あたいは浪花の売春婦
- 僕のマシーン
- 天下無双のおにぎりじゃ
- ちょっとまってやめて
- わしは薩摩の米問屋
- 早いぞ新幹線
- はっぴ着た Happy Girl
- 砂鉄坊やがやってくる
- DRUG SONG
- 君の手は
- 細すぎる
- 晴れた空から
- 僕の彼女の
- さむいからふとん
- お守りを〜
- 母唄
- 疲れをとるなら栄養ドリンク
- しじみとネギのお味噌汁
- うめだ花月PRソング
- とある美容室のPRソング
- とあるスポーツ新聞のPRソング
- とあるホストクラブのPRソング
- とあるモデル事務所のPRソング
- とある女性タレントのPRソング
- 苦唄

## DVD
- 野爆DVD in DVD（2008年2月20日）
  - 2007年10月12日にうめだ花月で開催されたDVD収録用ライブ「野爆DVD in DVD〜種なし父さん羽根羽根羽根〜」を収録。ゲストは千原兄弟、里見まさと（ザ・ぼんち）、ティーアップ。
  - 京都ロケ映像や撮りおろしコント、撮り下ろしのショートフィルム「ハニーはMOTORCYCLES」と共に収録された。
  - 「ハニーはMOTORCYCLES」にはスペシャルゲストとして立花理佐が出演。すゑひろがりず結成前の三島達矢も出演している。
  - 2008年3月までヨシモトファンダンゴBBにてインターネット配信されていた。

## スタッフ
- 構成

和田義浩・くらやん・おにぎり
- SW

ボンバー寺岡
- カメラ

脇阪祐司・大出佑子・山上朋子・　袖垣竜也
- VE

三本菅彰
- 音声

久留本純子・梶巻久仁彦・本城宣彰
- MA

河原夕子
- 舞台監督

清水直人
- 音響

石崎勝己
- 照明

西村洋輝
- 舞台進行

川口とも
- 編集

橋爪真也
- タイトル

肉糞邦裕
- CG

渕野由美・北山ゆきの・三好和也・　　
OP協力
- CG

松岡大祐
- カメラ

岡貴文
- スタッフ

松本元成・白石泰雅・小林広美
- ナレーター

tokko
- AD

徳原由花・吉井大二郎・松石
- ディレクター

谷口仁則
- プロデューサー

久保田竜二・石井しずく

## 備考
- 石野卓球、Dragon Ashが番組のファンである事を公言していた。
- 関西テレビ放送の2007年度版レースガイドに「想ひ出よ、今日は。」が構成作家のくらやんと共に出演した。